# 28P/Néouïmine
Pour les articles homonymes, voir Comète Néouïmine.
28P/Néouïmine (28P/Neujmin), appelée également Néouïmine 1, est une grande comète périodique du système solaire. Avec une distance au périhélie (passage au plus près du Soleil) de 1,5 ua, cette comète ne s'approche jamais très près de la Terre.
Le noyau a un diamètre estimé à 21,4 kilomètres avec un faible albédo de 0,025. Puisque 28P a un si gros noyau, elle sera plus lumineuse que la 20e magnitude début 2019, environ 2 ans avant son passage au périhélie. Quand elle passera à l'opposition en mai 2020, alors qu'elle sera encore à 3,5 ua du Soleil, elle aura probablement une magnitude apparente d'environ 16,9. Lors de son passage au périhélie de 2021, la comète sera de l'autre côté du Soleil par rapport à la Terre. Cette comète n'est pas connue pour d'importants sursauts d'activité.